# Stegea jamaicensis
Stegea jamaicensis là một loài bướm đêm trong họ Crambidae.